# تاج من شوك (مسلسل)
مسلسل تاج من شوك هو أحد الأعمال التليفزيونية الدرامية التاريخية السورية وكان العرض الأول في 28 سبتمبر 2002

## قصة المسلسل
عمل «الملحمي» الذي يصوّر فيه «حكاية صراع دموي على السلطة عبر جيلين من أسرة واحدة، تتخللها دسائس ومكائد وحروب لا تنتهي إلا وتبدأ من جديد»، والذي يصفه الناشر(الدار العربية للعلوم ناشرون) بأنه: «عمل فريد من نوعه في الأدب العربي» وأن القارئ ما يلبث أن يجد شخصيات العمل وقد تحولت إلى «أبطال أسطوريين كأبطال ملاحم الإغريق في الأوديسة والإلياذة» إنما بقالب عربي «يشكل نبوءة لترددات الزلزال الذي يجتاح بلادنا منذ قدوم (الربيع العربي)». كذلك فإن الرواية الدرامية - تبعاً لما جاء بقلم الناشر- على الغلاف «تراجيديا عن شهوة السلطة والاستماتة للوصول إليها والاحتفاظ بها بأي ثمن».

## أبطال العمل
- أيمن زيدان
- جيانا عيد
- فتحى الهداوي صاعدة
- عارف الطويل
- فاطمة أبو عقل
- منى نور الدين
- أمية ملص
- سمر سامي
- سوزان الصالح
- مهند قطيش
- سامر المصري وضاح
- نهال الخطيب
- عبدالرحمن آل رشي
- تيسير إدريس
- محمد خاوندي
- محمد آل رشي
- مرام نور زينة
- غزوان الصفدي
- رافي وهبي
- رياض وردياني
- لقمان ديركي
- نجوى علوان
- مرشد ضرغام
- زينة ظروف
- عبد المولى غميض
- سهيل جباعي
- فؤاد سرايجي
- فؤاد وكيل
- حسين الصيداوي
- خالد حمد
- فادي وفائي
- محي الدين خشيفاتي
- عادل حمزه
- نصر شما
- رانيا حالوت
- عبد الكريم غميض
- بسام ناصر
- نهاد إبراهيم
- بهاء سمعان
- راشد الراشد